# Leptobatopsis v-maculata
Leptobatopsis v-maculata là một loài tò vò trong họ Ichneumonidae.